# Aidenbachstraße (metropolitana di Monaco di Baviera)
La Aidenbachstraße è una stazione della metropolitana di Monaco di Baviera, situata sulla linea U3, nel distretto Obersendling. La stazione fu inaugurata il 28 ottobre 1989, ed ha due binari.